# Rede Humaitá
 Rede Humaitá  é uma emissora de televisão brasileira, com sede na cidade de Ivaiporã no Paraná, sintonizada no canal 14.1 é afiliada da TV Brasil. A rede conta com programações diárias, exibindo telejornais e diversos programas de entretenimento. Em janeiro de 2019 ela começou a transmitir em sinal digital em Guarapuava 19.1 e em Ivaiporã 14.1 A partir de outubro de 2019 a rede teve uma ampliação sendo instalada na cidade de Pato Branco, no canal 44.

## História
TV Humaitá foi fundada no ano de 2014 em Guarapuava, cidade paranaense. Tem cobertura completa na região com programas locais. Entrou no ar no dia 4 de agosto de 2014 as 10:00 da manhã.
Divide a programação com a TV Brasil. A TV Humaitá esta em constante expansão no estado do Paraná, em setembro de 2019 iniciou seus trabalhos na cidade de Pato Branco.